# Massaranduba (Salvador)
Massaranduba é um bairro da Cidade Baixa na cidade de Salvador. Próximo ao bairro da Ribeira, a área que hoje abriga seus moradores era uma maré.

## História
Tendo o seu nome retirado das árvores que cresciam entre o massapé, cujos frutos eram disputados pelas crianças. O bairro da Massaranduba está localizado na Península Itapagipana, entre os bairros da Ribeira, Bonfim, Jardim Cruzeiro e da Baía de Todos os Santos. Suas primeiras habitações foram erguidas sobre o mangue e se constituíam de palafitas. No século XX, por volta da década de 40, o bairro foi aterrado com entulhos trazidos da praia da Ribeira, tendo a sua urbanização iniciada na década seguinte.